# 郡里廃寺跡

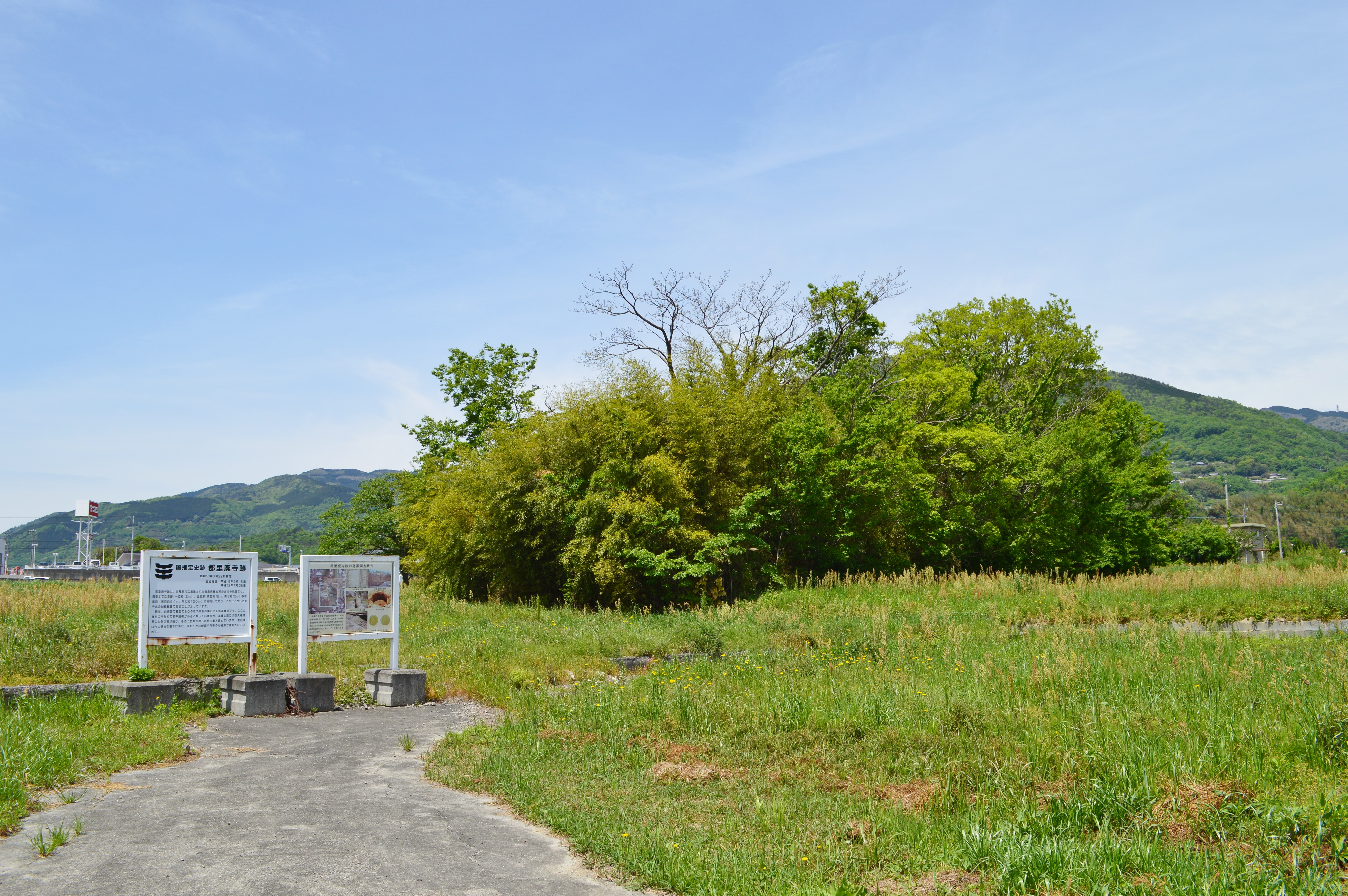
郡里廃寺跡 伽藍遠景中央の樹叢に金堂跡・塔跡・推定講堂跡が所在。

郡里廃寺跡（こおさとはいじあと）は、徳島県美馬市美馬町銀杏木・願勝寺にある古代寺院跡。国の史跡に指定されている。

## 概要
徳島県西部、吉野川中流域北岸の扇状地に位置する。古くから「立光寺（りゅうこうじ）」という寺院の跡地として伝承されたが、国史跡指定時に「郡里廃寺」に改称された。1967-1968年度（昭和42-43年度）および2005年度（平成17年度）以降に発掘調査が実施されている。
伽藍は法起寺式伽藍配置で、金堂を西、塔を東に配する。徳島県内では最古級の寺院跡になるとして注目されるとともに、旧美馬郡域に限定的に分布する段の塚穴型石室の古墳の存在を考え合わせて、段の塚穴型石室の古墳を築造した有力豪族が美馬郡の郡司氏族になるとともに、その氏寺として郡里廃寺を営んだと考察可能である点で、重要視される遺跡である。
寺域跡は1976年（昭和51年）に国の史跡に指定されている。

## 遺跡歴
- 嘉永4年（1851年）の「郡里村検地帳」で「立光寺」の地字の記載[1]。
- 1967-1968年度（昭和42-43年度）、「立光寺跡」として発掘調査（徳島県教育委員会、1968・1969年に報告）[1]。
- 1976年（昭和51年）3月22日、「郡里廃寺跡」として国の史跡に指定[3]。
- 1997年（平成9年）3月6日、史跡範囲の追加指定[3]。
- 2005年度（平成17年度）以降、発掘調査（美馬市教育委員会）[4]。
- 2006年（平成18年）7月28日、史跡範囲の追加指定[3]。

## 遺構

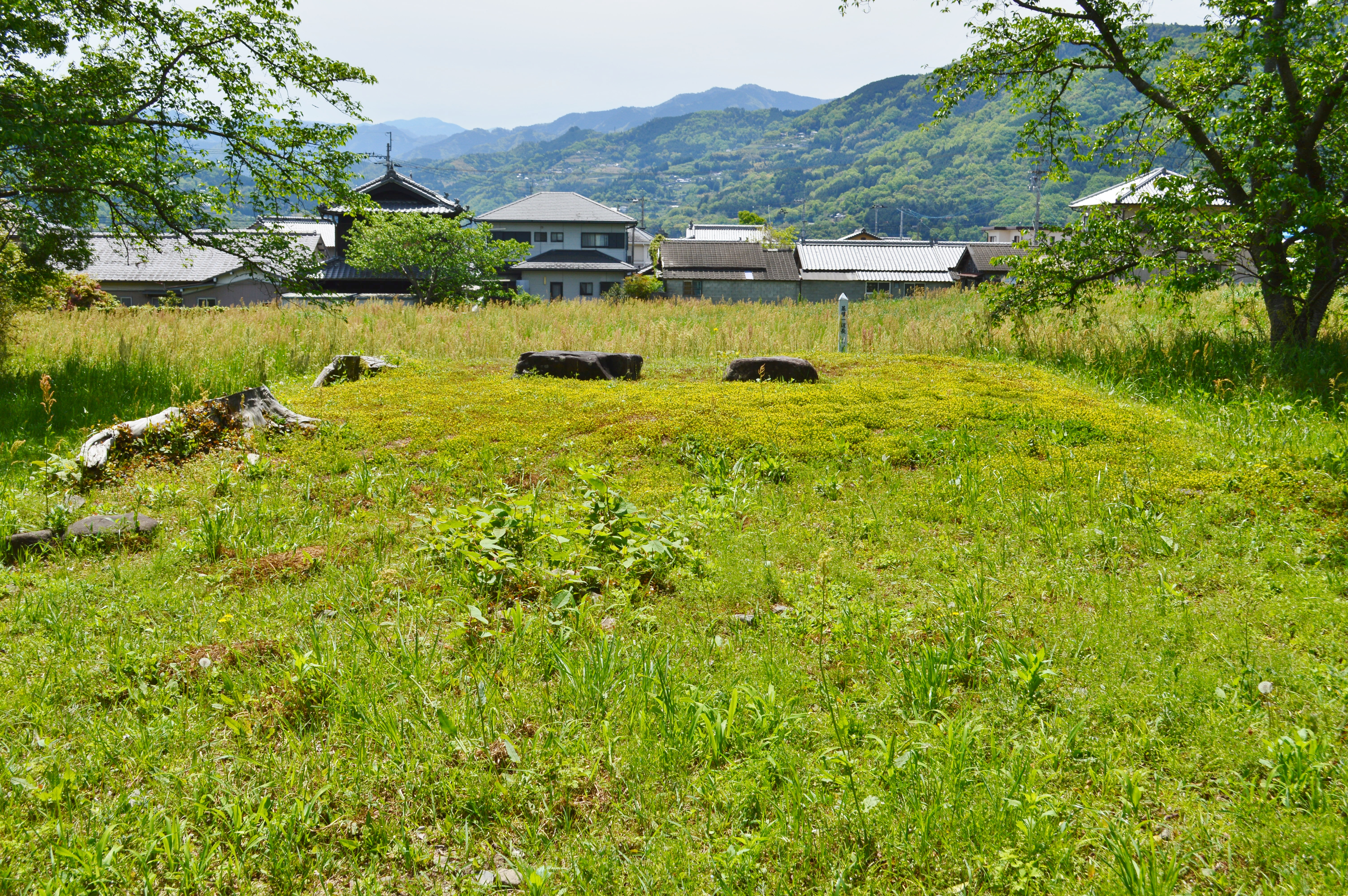
塔跡

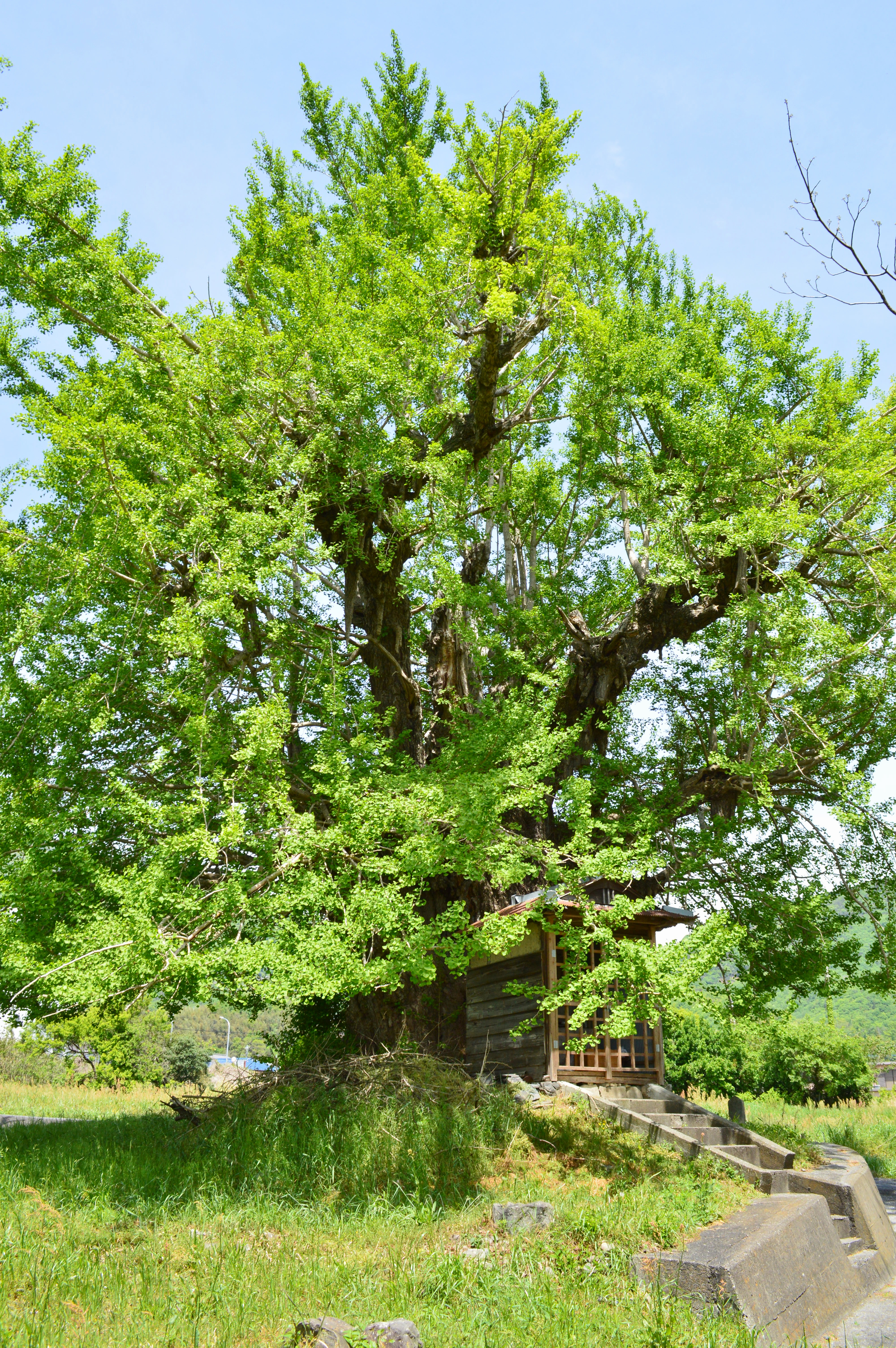
中山路のイチョウ
（美馬市指定天然記念物）推定講堂跡に生育。

寺域は東西約94メートル・南北約120メートルで、塀で区画する。創建時には土塁で囲まれ、石敷きを巡らしたと推定される。金堂を西、塔を東に配する法起寺式伽藍配置で、主要伽藍として金堂跡・塔跡の遺構が認められる。遺構の詳細は次の通り。
金堂
本尊を祀る建物。寺域中央西寄りに位置する。基壇は東西約18メートル・南北約15メートルを測るが、現在までに大きく削平を受けている。
塔
釈迦の遺骨（舎利）を納めた塔。寺域中央東寄りに位置する。基壇は一辺11.5メートルを測り、現在は一部が遺存する。基壇上面には四天柱礎石のうち北側2石が遺存する（原位置は東側の石のみ）。塔心礎は地下式で、直径約1メートルの断面八角形の心柱跡および心柱周りの根巻板が認められるほか、心礎中央には舎利孔が認められる。
金堂・塔の中間北寄り（イチョウ付近）には講堂跡の存在が推定されるが、これまでの調査では確認されていない。
寺域からの出土品としては、瓦のほか、青銅小片（水煙片か）・土師器・須恵器・獣脚付盤などがある。瓦の供給窯は坊僧窯跡群（美馬市）と推定される。
なお、寺域中心部のイチョウは「中山路のイチョウ」として美馬市指定天然記念物に指定されている。

## 文化財

### 国の史跡
- 郡里廃寺跡
1976年（昭和51年）3月22日指定[3]。
1997年（平成9年）3月6日・2006年（平成18年）7月28日に史跡範囲の追加指定[3]。

### 美馬市指定文化財
- 天然記念物
  - 中山路のイチョウ - 2001年（平成13年）12月7日指定[7]。

## 関連施設
- 美馬市立郷土博物館（美馬市美馬町願勝寺） - 郡里廃寺跡の出土品を保管・展示[5]。
- 徳島県立博物館（徳島市八万町向寺山） - 郡里廃寺跡の出土品を保管・展示[5]。

## 関連文献
（記事執筆に使用していない関連文献）
- 発掘調査報告書
  - 「立光寺跡の発掘調査」『徳島県文化財調査報告書 第11集』徳島県教育委員会、1968年。
  - 「阿波・立光寺跡調査概報」『徳島県文化財調査報告書 第12集』徳島県教育委員会、1969年。
  - 『郡里廃寺跡第3次発掘調査概要報告』美馬市教育委員会〈美馬市文化財調査報告第1集〉、2006年。
  - 『郡里廃寺跡第4次発掘調査概要報告』美馬市教育委員会〈美馬市文化財調査報告第2集〉、2007年。
  - 『郡里廃寺跡第5次発掘調査概要報告』美馬市教育委員会〈美馬市文化財調査報告第3集〉、2008年。
  - 『郡里廃寺跡第6次発掘調査概要報告』美馬市教育委員会〈美馬市文化財調査報告第4集〉、2009年。
  - 『郡里廃寺跡第7・8次発掘調査概要報告』美馬市教育委員会〈美馬市文化財調査報告第5集〉、2011年。
  - 『郡里廃寺跡第9次発掘調査概要報告』美馬市教育委員会〈美馬市文化財調査報告第6集〉、2014年。
- その他
  - 木本誠二「遺跡の現場から 史跡郡里廃寺跡の指定と整備」『遺跡学研究』第3号、日本遺跡学会、2006年、134-137頁。
  - 『お帰り故郷へ -奈良国立博物館所蔵の郡里廃寺跡出土品たち-』美馬市教育委員会〈平成二十七年度特別展図録〉、2016年。